# Umar Wirahadikusumah

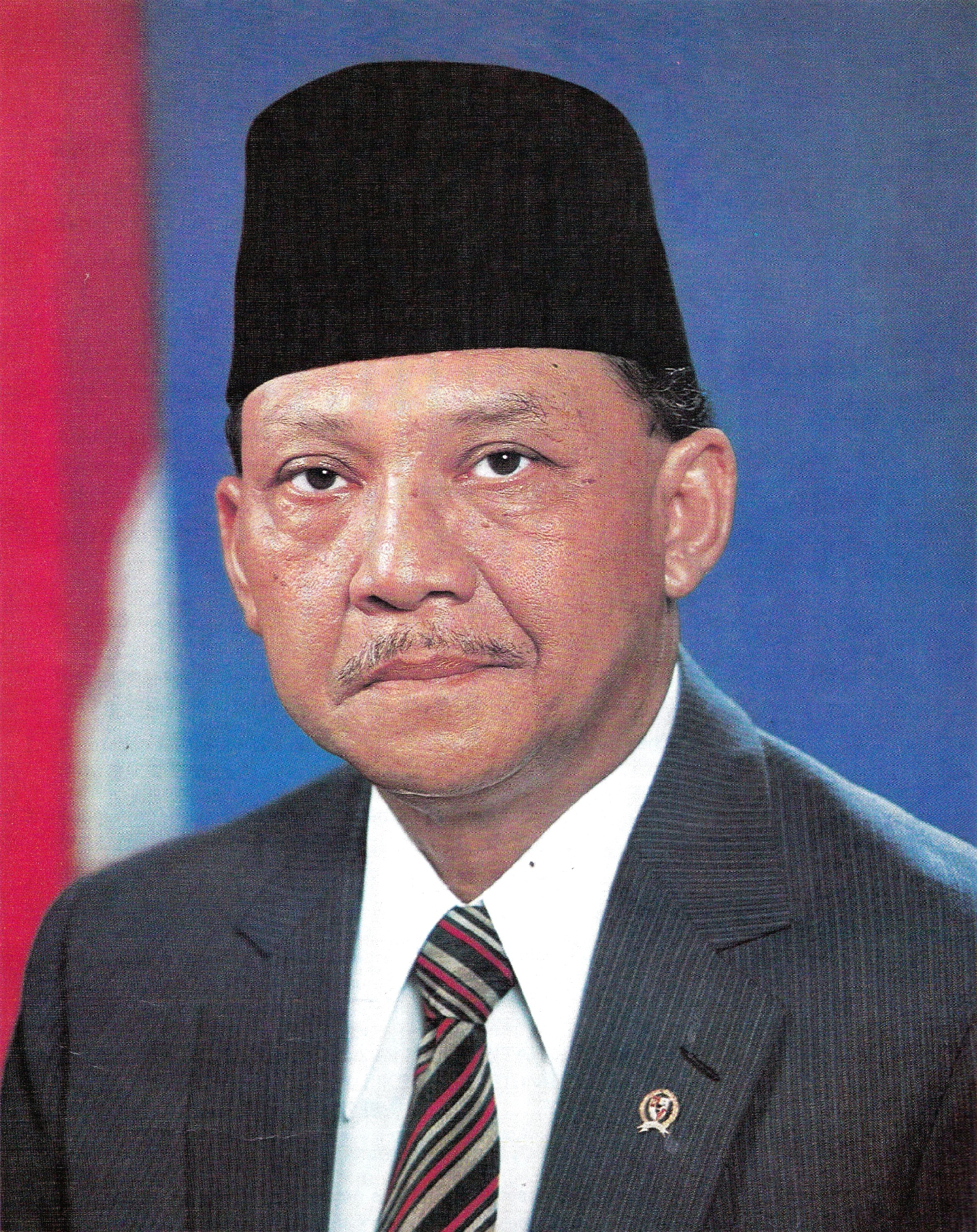
Umar Wirahadikusumah (1983)

Umar Wirahadikusumah (* 10. Oktober 1924 in Situraja, Sumedang, Jawa Barat, Niederländisch-Indien; † 21. März 2003 in Jakarta) war ein indonesischer General und Politiker der Partei funktioneller Gruppen Golkar (Partai Golongan Karya), der unter anderem zwischen 1960 und 1965 Kommandeur des Regionalen Militärkommandos V Jayakarta sowie anschließend von 1965 bis 1967 Kommandeur des Strategischen Heeres-Reservekommandos (Kostrad) war und als solcher maßgeblichen Anteil an der Niederschlagung der Bewegung 30. September G30S (Gerakan September Tiga Puluh) und dem anschließenden Massaker an Mitgliedern und Sympathisanten der Kommunistischen Partei Indonesiens (PKI) hatte. Später war er zwischen 1969 und 1973 Chef des Stabes des Heeres der Streitkräfte Indonesiens sowie von 1973 bis 1983 Präsident der Obersten Rechnungsprüfungsbehörde. Zuletzt fungierte er zwischen 1983 und 1988 als Vizepräsident von Indonesien.

## Leben

### Militärische Laufbahn und Chef des Stabes des Heeres
Umar Wirahadikusumah, fünftes Kindes von Raden Rangga Wirahadikusumah und dessen Ehefrau Raden Ratnaningrum, besuchte zwischen 1935 und 1942 die Europeesche Lagere School sowie im Anschluss von 1942 bis 1945 die Erweiterte Grundschule MULO (Meer Uitgebreid Lager Onderwijs). Er trat 1943 während der Besetzung Niederländisch-Indiens durch die Kaiserlich Japanische Armee im Zweiten Weltkrieg in die von der japanischen Besatzungsmacht gegründeten Armee der Vaterlandsverteidiger Peta (Pembela Tanah Air) und absolvierte seine militärische Ausbildung 1944 in Bogor. Er nahm am Unabhängigkeitskrieg gegen die Zivilverwaltung in Niederländisch-Indien NICU (Nederlandsch-Indische Civiele Administratie) teil und trat nach der indonesischen Unabhängigkeitserklärung vom 17. August 1945 in die am 5. Oktober 1945 gegründeten Streitkräfte Indonesiens ABRI (Angkatan Bersenjata Republik Indonesia) ein, der heutigen Tentara Nasional Indonesia (TNI).
Er war anfangs Kommandeur der Truppen in Cicalengka in Jawa Barat und im Anschluss 1946 als Hauptmann Kompaniechef in Tasikmalaya, ehe er Assistent des Kommandeur des Regionalen Militärkommandos VI Siliwangi, Abdul Haris Nasution, war. 1947 wechselte er als Major und Kompaniechef nach Garut sowie 1949 nach Surakarta. Nachdem er 1950 Stadtkommandant von Cirebon war folgten zahlreiche weitere Verwendungen als Offizier und Stabsoffizier in Siliwangi und beim Generalinspektor der Streitkräfte. Umar Wirahadikusumah wurde 1957 als Oberstleutnant Kommandeur des in Sibolga stationierten 10. Regiments sowie anschließend 1959 Stadtkommandant von Jakarta. 1960 übernahm er als Oberst den Posten als erster Kommandeur des Regionalen Militärkommandos V Jayakarta und wurde dort zum Brigadegeneral befördert. Er verblieb dort bis zu seiner Ablösung durch Brigadegeneral Amir Machmud 1965. Er selbst löste daraufhin als Generalmajor am 2. Dezember 1965 Generalmajor Suharto als Kommandeur des Strategischen Heeres-Reservekommandos (Kostrad) ab. Als solcher hatte er maßgeblichen Anteil an der Niederschlagung der Bewegung 30. September G30S (Gerakan September Tiga Puluh) und dem anschließenden Massaker an Mitgliedern und Sympathisanten der Kommunistischen Partei Indonesiens (PKI). Während dieser Zeit war er zum Ende des Konflikts mit Malaysia, der sogenannten Konfrontasi, 1966 auch Befehlshaber des dabei eingesetzten Truppenverbandes (Komando Mandala Siaga).
Am 27. Mai 1967 wurde Generalmajor Kemal Idris neuer Kommandeur von Kostrad, während Wirahadikusumah erst stellvertretender Befehlshaber des Heeres sowie 1968 stellvertretender Chef des Stabes des Heeres wurde. Zuletzt löste er als General am 25. November 1969 General Maraden Panggabean ab und wurde Chef des Stabes des Heeres KASAD (Kepala Staf TNI Angkatan Darat) der Streitkräfte Indonesiens. Er bekleidete diesen Posten bis zum 27. April 1973, woraufhin General Surono Reksodimedjo seine Nachfolge antrat.

### Vizepräsident von Indonesien
Nach seinem Ausscheiden aus dem aktiven Militärdienst löste Umar Wirahadikusumah D. Suprayogi als Präsident der Obersten Rechnungsprüfungsbehörde BPL (Badan Pemeriksa Keuangan) ab und bekleidete diesen Posten zehn Jahre lang bis zu seiner Ablösung durch M. Jusuf 1983.
Am 12. März 1983 wurde Wirahadikusumah schließlich Nachfolger von Adam Malik Vizepräsident von Indonesien. Er übte dieses Amt als Stellvertreter von Staatspräsident Suharto bis zum 11. März 1988 und wurde im Anschluss von Sudharmono abgelöst.
Aus seiner Ehe mir Karlina Wirahadikusumah gingen zwei Töchter hervor. Sein Neffe Generalleutnant Agus Wirahadikusumah war 2000 ebenfalls Kommandeur des Strategischen Heeres-Reservekommandos (Kostrad).